# Et si tu n’existais pas
Et si tu n’existais pas – utwór śpiewającego po francusku amerykańskiego piosenkarza Joego Dassina wydany na singlu „Salut / Et si tu n’existais pas” w 1976 roku. Wydawnictwo ukazało się na 7” płycie winylowej.
Słowa do piosenki napisali Pierre Delanoë i Claude Lemesle, a muzykę skomponowali Toto Cutugno i Pasquale Losito. Dassin po raz pierwszy wykonał utwór 20 grudnia 1975 na antenie TF1.
Na przestrzeni lat własną wersję piosenki wykonało wielu artystów, m.in. duet Lara Fabian i Daniel Lévi (album L’Odyssée des Enfoirés, 2001), Hélène Ségara, Michał Bajor (Jeśli nie istniałabyś, ze słowami w języku polskim autorstwa Wojciecha Młynarskiego, album Od Piaf do Garou, 2011), Iggy Pop (album Après, 2012), a także zespół Ich Troje (pod nazwą Jutro będzie lepszy dzień, na płycie Ósmy obcy pasażer).